# XCOM: Enemy Unknown
XCOM: Enemy Unknown — компьютерная игра в жанре компьютерная стратегия/тактическая RPG, вышедшая 9 октября 2012 года (в России — 12 октября). Разработчик — Firaxis Games, издатель — 2K Games. Игра выпущена на платформах Microsoft Windows, PlayStation 3, Xbox 360, macOS, Linux, iOS и Android. Игра является ремейком игры 1994 года X-COM: UFO Defense (UFO: Enemy Unknown в Европе).

## Сюжет
Сюжет близок к сюжету оригинала. 2015 год. На планету Земля нападают пришельцы и начинают инопланетное вторжение. Игра ведется от лица командира секретной международной организации XCOM (англ. Extraterrestrial Combat unit — подразделение по борьбе с инопланетянами), которая располагает самыми передовыми технологиями, вооружением и научными разработками человечества. В ней работают лучшие специалисты мира — военные и ученые. Организация XCOM должна вести боевые действия против внеземного врага, угрожающего существованию человеческой цивилизации и обладающего огромным технологическим перевесом.

## Игровой процесс
Как и оригинал 1994 года, XCOM: Enemy Unknown делится на две составляющие — глобальная стратегия (Geoscape из классической UFO) и тактические операции (Battlescape из классической UFO).

### Экономическая стратегия
Игроку сразу предоставляется центральная база XCOM, в этом новинка и оригинал совпадают. Но в отличие от оригинала, где игрок был волен разместить стартовую базу в любой точке на суше и ещё семь так же свободно разместить и достроить позднее, здесь игрок должен разместить единственную полноценную базу в заданном месте на одном из континентов (коих всего пять, Австралия отнесена к Азии), на остальных континентах будут только авиаангары. В оригинале базы отображались на плане с традиционным видом сверху, а здесь центральная база отображена в виде «муравьиной фермы» — среза грунта, позволяющего смотреть на помещения «сбоку». Часть полезных помещений уже оформлена и некоторые из них (первая лаборатория, первый цех, оперативный и командный центры, казарма и ангар) нельзя снести. На протяжении игры базу можно достраивать, проводя выемку грунта и размещая новые помещения в образовавшихся пустотах, а также сносить и переделывать по мере необходимости.
От расположения базы зависит то, какие дополнительные преимущества станут доступны прямо со старта — это может быть дополнительный приток денежных средств, снижение стоимости строительства и содержания лабораторий и мастерских, «альтернативные методы» изучения пленных пришельцев (без затрат времени), половинная цена на покупку, изготовление и поддержку перехватчиков и сопутствующих технологий, или же снижение стоимости улучшений в специальных сооружениях базы. Первый «континентальный» бонус игрок получит, выбрав место для размещения базы, остальные бонусы становятся доступны после полного покрытия спутниками территории на других континентах.
С центральной базы осуществляется стратегическое руководство организацией: наблюдение за действиями пришельцев на глобальной карте мира при помощи расширяемой со временем спутниковой сети, распределение финансирования на развитие научно-технического потенциала, вооружение и размещение перехватчиков для уничтожения летающих тарелок, а также проведение боевых операций против пришельцев силами имеющихся бойцов в наземных стычках. Относительно оригинала уменьшена свобода управления воздушным флотом — единственный, причём не улучшаемый в процессе игры десантный корабль доступен только на центральной базе, на остальных континентах можно разместить лишь до четырёх самолётов-перехватчиков. Они также могут быть размещены и на центральной базе в рамках принципа равномерной защиты континентов. Итого максимальный флот составляет 20 перехватчиков и 1 десантник.
Основная задача игры заключается в обеспечении безопасности 16 вошедших в проект ХСОМ стран. Критерий успешности действий организации — уровень паники населения. Если страна на момент ежемесячного отчёта Совету ХСОМ будет иметь «красный» (максимальный) уровень паники, то она с высокой вероятностью покинет проект. Ситуацию усложняют регулярные акции террора, проводимые пришельцами сразу в трёх странах. Послать десантников в таком случае можно только на одну миссию, в двух других странах уровень паники неизбежно повышается. Если проект покинет более восьми стран, игра заканчивается поражением XCOM.

### Тактика
Тактическая составляющая представляет собой пошаговый тактический бой в трёхмерном окружении, в котором есть все элементы классического игрового процесса: туман войны, линия видимости врага, реакция бойцов на появляющихся противников, разрушаемое окружение. Боевые действия крайне ограничены и носят локальный, точечный, характер. Все боевые задачи решаются командой из 4—6 бойцов.
Тактический бой заметно отличается от классического UFO Defence — вместо единиц действий за свой ход бойцы могут выполнить до двух действий — перебежку, выстрел, бросок гранаты, использование аптечки и так далее.
Миссии, выполняемые на сделанных вручную картах (их всего 64), могут включать в себя контртеррористические операции, спасение и сопровождение гражданских лиц, обезвреживание бомбы, зачистку места падения или посадки НЛО, захват базы пришельцев, захват высокопоставленного пришельца, захват ценного оборудования.
У каждого бойца всего три характеристики: меткость, сила воли и очки здоровья. Это может быть штурмовик, снайпер, тяжёлый пехотинец или солдат поддержки (см. #Классы оперативников)
Рекрут становится рядовым после первого убитого пришельца. По возвращении на базу он самостоятельно выбирает себе специализацию. Звание рядового также выдаётся за две операции без убийств. Улучшив соответствующий навык в Школе Офицеров, все рекруты могут стать рядовыми, будучи ещё «необстрелянными».
Каждый класс имеет ряд уникальных способностей, количество которых увеличивается с повышением звания солдата (от рядового до полковника). С каждым новым повышением можно выбрать одну из двух способностей (на некоторых званиях выбор ограничивается единственным навыком и активируется автоматически при заходе в статистику способностей), что позволяет сформировать желаемый тип оперативника (например, боец поддержки может быть полевым врачом, а может обеспечивать дымовое прикрытие товарищей; штурмовика можно сделать «непробиваемым танком», а можно — специалистом ближнего боя и так далее).
После изучения соответствующей технологии учёными и постройки пси-лаборатории инженерами, специальная проверка может выявить обладателей редких псионических способностей, которые развиваются независимо от боевой специализации.
Как и в оригинале, бойцов можно заменить на тяжёлые беспилотные танкетки, по-сути являющиеся дронами. В «XCOM: Enemy Unknown», они называются S.H.I.V. (Super Heavy Infantry Vehicle — сверх-тяжёлая машина пехоты; также, «shiv» — по-английски означает «заточка»). S.H.I.V. не получают опыта и занимают одно место в казарме и в отряде. Существует три типа S.H.I.V.: обычный (модель «Гром»), сплавный (модель «Голиаф»), и парящий (модель «Молния»). Сплавный S.H.I.V. можно использовать как передвижное низкое укрытие для бойцов. Парящий S.H.I.V. способен на некоторое время взмыть в воздух, но количество энергоресурса на это ограничено. Первоначально, S.H.I.V. вооружены пулемётами, но могут быть улучшены до лазерных и плазменных пушек по окончании соответствующих проектов в литейном цехе. Как и бойцам, повреждённым S.H.I.V. требуется время на базе для ремонта, однако их можно ремонтировать и в бою с помощью дугового метателя.

### Классы оперативников
- Штурмовик: специалист по ближнему бою. Может быть вооружён дробовиком либо автоматом (или их эквиваленты, основанные на технологиях пришельцев). Второе оружие — пистолет. Способности помогают бойцу быстрее и безопаснее подбегать к врагу или заходить с фланга.
- Снайпер: специалист по точным выстрелам издалека. Вооружён снайперской винтовкой (или энерго-эквивалентом). Второе оружие — пистолет. В отличие от других классов, первоначально после перебежки не может стрелять или открывать ответный огонь из основного оружия во время хода пришельцев, но это можно исправить способностью хоть и с понижением точности выстрела. Способности сосредоточены на критических повреждениях.
- Тяжёлый пехотинец: вооружён пулемётом (или тяжёлым лазером/плазмомётом). Второе оружие — гранатомёт (поначалу однозарядный). Может подавлять врага огнём «поверх головы», значительно понижая точность ответного огня. Дальнейшие способности могут увеличить количество ракет для РПГ, увеличить эффективность против роботов, позволить стрелять несколько раз за ход.
- Солдат поддержки: вооружён автоматом (или эквивалентом). Второе оружие — пистолет. Малоспособен поначалу, но дальнейшие способности могут сделать его опытным лекарем (он сможет носить три аптечки вместо одной и поднимать критически раненых бойцов на ноги).
- Псионик: дополнительный класс, доступный после постройки пси-лаборатории. Добавляет к навыкам солдата одного из основных классов дерево развития пси способностей (от запугивания до контроля над солдатами противника и остановки снарядов). Псионик максимального ранга необходим для того, чтобы получить доступ к финальной миссии. Если хотите чтобы ваш оперативник стал псиоником надо чтобы у него была хорошая воля.

## История разработки
Все сотрудники Firaxis, участвовавшие в разработке игры, были обязаны пройти оригинальную X-COM: UFO Defense.

## Выход игры
XCOM: Enemy Unknown поступила в продажу 9 октября 2012 года в Северной Америке и 12 октября — в остальном мире. Также игра распространяется через сервис цифровой дистрибуции Steam.
Для персональных компьютеров существуют две версии — обычная и специальная, в которую включены дополнительные материалы: книга с изображениями, постер, нашивка XCOM, а также коллекция обоев для рабочего стола и саундтрек.
При предзаказе игры предлагались дополнения: облик классического солдата XCOM (с характерной прической флэттоп), дополнительные визуальные скины брони солдат и дополнительные цвета расцветки брони. Кроме того, пользователи Steam при предзаказе получали предметы к Team Fortress 2 и бесплатную копию Civilization V. Позднее дополнения стали доступны в качестве отдельного DLC.
5 декабря 2012 года вышло сюжетное дополнение Slingshot, которое включает в себя три новые карты и сюжетную кампанию с участием нового персонажа — оперативника триады Чжана. Сюжет разворачивается вокруг новых секретных технологий пришельцев, к которым получили доступ китайские триады.
В июне 2013 году игра вышла для iOS, практически без изменения игрового процесса.
В 2014 году игра вышла на платформе Android с незначительными отличиями от компьютерной версии.

### Дополнение XCOM: Enemy Within
21 августа 2013 года было анонсировано второе сюжетное дополнение Enemy Within, в котором анонсировано появление подпольной организации EXALT, целью которой является захват мирового господства при помощи новых технологий пришельцев. Также появятся несколько новых типов врагов, вооружения, миссий (оборона базы, операции «под прикрытием»), новый класс игровых персонажей Mech Trooper и генетическая ветка развития способностей оперативников. Дополнение вышло 12 ноября 2013 года (США) и 15 ноября 2013 года (остальной мир).

## Продолжение
Продолжение XCOM 2 было анонсировано 1 июня 2015 года для платформ Microsoft Windows, macOS и Linux. Изначально выход игры был запланирован на ноябрь 2015 года, после чего перенесен на 5 февраля 2016 года. Разработчиком игры является Firaxis Games, издателем — 2K Games. По сюжету игры, после событий XCOM: Enemy Unknown прошло 20 лет, люди проиграли войну против инопланетян, и вся планета была оккупирована инопланетянами. Игрок вновь берет на себя управление возрожденной организацией XCOM.

## Отзывы
| Сводный рейтинг       | Сводный рейтинг                                         |
| Агрегатор             | Оценка                                                  |
| --------------------- | ------------------------------------------------------- |
| GameRankings          | (PC) 89,22 % (PS3) 86,68 % (X360) 88,96 % (iOS) 92,89 % |
| Metacritic            | (PC) 89/100 (PS3) 89/100 (X360) 88/100                  |
| Иноязычные издания    |                                                         |
| Издание               | Оценка                                                  |
| Eurogamer             | 9/10                                                    |
| G4                    | 4,5/5                                                   |
| Game Informer         | 9,5/10                                                  |
| IGN                   | 8,2/10                                                  |
| Play (UK)             | 94 %                                                    |
| Русскоязычные издания |                                                         |
| Издание               | Оценка                                                  |
| Absolute Games        | 90 %                                                    |
| PlayGround.ru         | 8,9/10                                                  |
| «Игромания»           | 9/10 (журнал) 9,5/10 (сайт)                             |

Пререлизная версия XCOM, розданная прессе до официального выхода игры, вызвала положительные отзывы среди ведущих медиаресурсов, посвященных компьютерным играм, в числе которых являются PlayStation: The Official Magazine, Official Xbox Magazine и Rock, Paper, Shotgun.
Релизная версия также не разочаровала критиков, выставивших игре высокие рейтинги. Адам Биесснер из Game Informer присудил игре 9,5 баллов из 10, назвав её «достижением, испытать которое достоин каждый игрок».
Обзор Рича Стэнтона из Eurogamer оценил игру на 9/10, описав её как «выдающуюся в своем классе», «фантастическую» и «возрождающую классику».
Игра заняла третье место в номинации «Игра года» (2012) журнала «Игромания».
Сайт Metacritic на основе пятидесяти семи рецензии поставил игре восемьдесят девять баллов из ста возможных. В России XCOM: Enemy Unknown приняли также тепло. Издательство Игромания выставило игре девять с половиной баллов по десятибалльной шкале.

Ремейк, отличающийся от оригинала, как земля от воды, заставляет проводить в себе долгие часы и не отпускает ни на минуту. XCOM: Enemy Unknown — пожалуй, лучший ремейк в истории видеоигр, глобальная претензия к которому только одна — маловато будет!
— игровой журнал «Игромания»
XCOM: Enemy Unknown получила премию BAFTA в области игр 2013 года в номинации «Strategy».